# عبد القادر زوخ
عبد القادر زوخ رجل إدارة جزائري، ولد في 15 نوفمبر 1949 في ورقلة، شغل منصب والي لعدة ولايات جزائرية كان آخرها ولاية الجزائر.
متزوج ولديه 5 أطفال، ثلاثة أولاد وبنتان.
عين واليا لولاية الجزائر العاصمة في 24 أكتوبر 2013 في عهد بوتفليقة. وفصل من المنصب في 22 أبريل 2019، وقد أعلن التلفزيون الحكومي نبأ الفصل ساعات قليلة من انهيار مبنى في القصبة السفلى تسبب في وفاة 5 ضحايا.
وفي 17 يوليو 2019، تم وضع عبد القادر زوخ تحت الرقابة القضائية بتهم تتعلق بالفساد، في انتظار المحاكمة.

## التعليم
تخرج من المدرسة الوطنية للإدارة (ENA) في عام 1982..

## الوظائف
| # | الوظيفة         | البداية        | النهاية        |
| - | --------------- | -------------- | -------------- |
| 1 | والي المسيلة    | [ 3 ]          | 1996           |
| 2 | والي عين تموشنت | 1996           | [ 4 ]          |
| 3 | والي مستغانم    | [ 4 ]          | [ 5 ]          |
| 4 | والي وهران      | [ 6 ]          | [ 7 ]          |
| 5 | والي المدية     |                | [ 8 ]          |
| 6 | والي سطيف       | 30 سبتمبر 2010 | 24 أكتوبر 2013 |
| 7 | والي الجزائر    | 24 أكتوبر 2013 | 22 أبريل 2019  |